# Schöneberger Südgelände

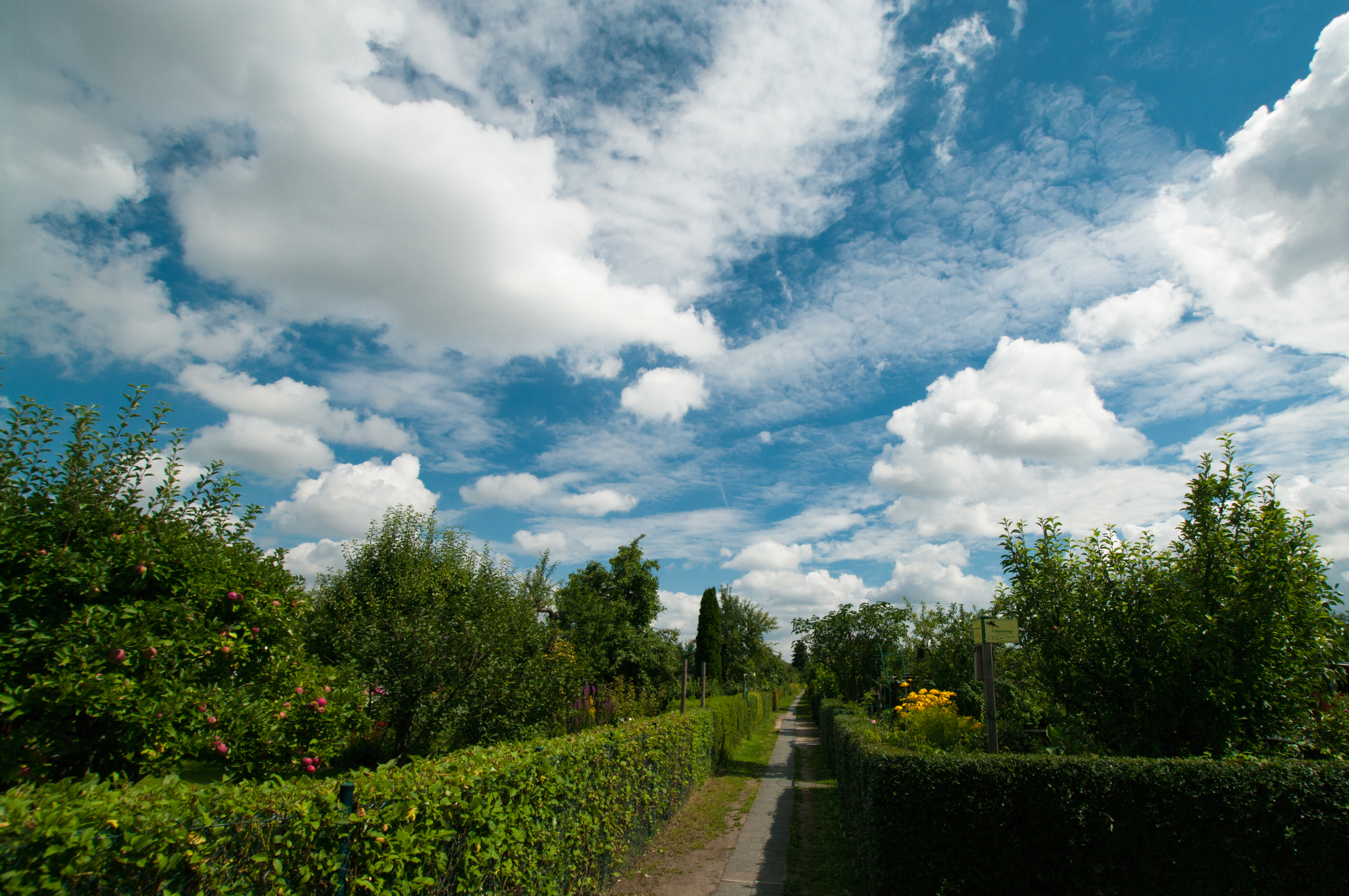
Kleingartenkolonie im Südgelände

Das Schöneberger Südgelände ist ein Gebiet im Süden des Berliner Ortsteils Schöneberg zwischen den Trassen der Wannseebahn im Westen sowie der Anhalter Bahn, der Bahnstrecke Berlin–Dresden und der Königlich Preußischen Militär-Eisenbahn im Osten, dem Sachsendamm im Norden und der Ortsteilgrenze zu Steglitz am Prellerweg im Süden.
Seit Anfang des 20. Jahrhunderts gab es für das Gebiet, das überwiegend der Stadt Berlin gehört, verschiedene Masterpläne, die dort entweder den Bau großer Wohnsiedlungen oder großer Bahnanlagen vorsahen. Die Bedeutung der Grünflächen am Südgelände, der Widerstand der dort ansässigen Kleingärtner und zwei Weltkriege konnten die Pläne bisher immer verhindern oder abschwächen.
Anfang des 20. Jahrhunderts entstanden dort knapp 8000 Kleingartenparzellen. Diese wurden in den folgenden Jahrzehnten für diverse Stadtentwicklungsprojekte dezimiert. Heute findet sich dort mit etwa 2500 Parzellen das größte Kleingartengelände Berlins, der Natur-Park Südgelände, der Hans-Baluschek-Park, der Insulaner, das Autobahnkreuz Schöneberg, die Trasse der Bahnstrecke Berlin–Dresden, einige Sportplätze und einige andere Nutzungen.

## Geschichte

### Priesterweg
Der Priesterweg existierte seit spätestens dem 17. Jahrhundert als Verbindung der Dorfkirche Schöneberg mit ihrer Filialkirche in Lankwitz, der heutigen Dorfkirche Lankwitz, und wurde von den Priestern genutzt. Er änderte mehrfach seine Wegführung, ging aber immer vom heutigen Sachsendamm nach Süden durch das heutige Südgelände ab.

### Gründung der Kleingärten und erste Wohnungsplanungen

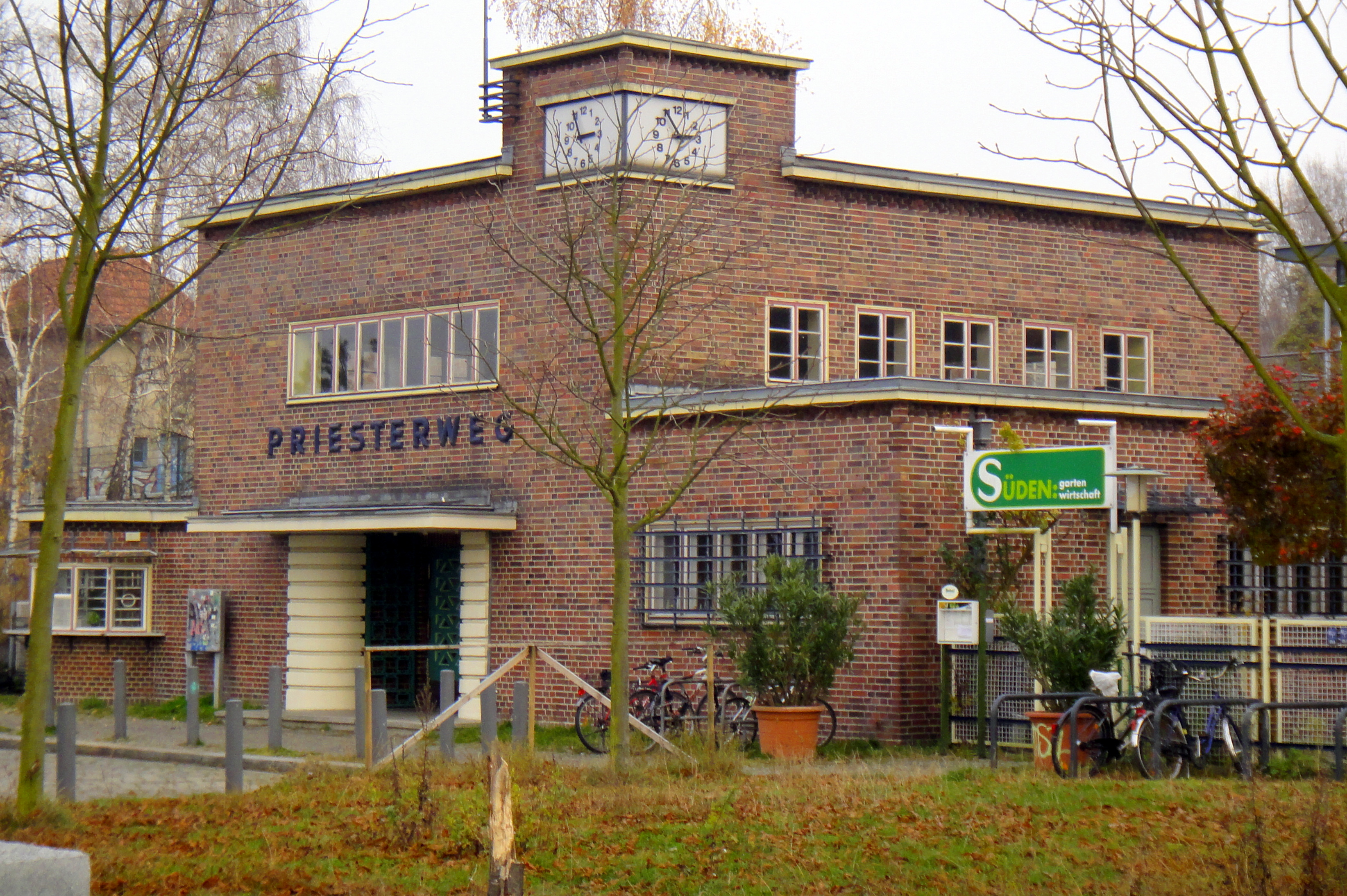
Bahnhof Priesterweg, gebaut 1928, um das Südgelände für Wohnungen zu erschließen

Bis zum Ende des 19. Jahrhunderts lagen auf dem Südgelände die Äcker der Schöneberger Bauern. Nur der Priesterweg durchzog es als Verbindung zwischen Schöneberg und Lankwitz. Mitte des 19. Jahrhunderts lagen die Gleise der Eisenbahnstrecke Berlin–Dresden und der Berlin-Anhaltischen Eisenbahn-Gesellschaft im Südgelände. 1889 ging der Rangierbahnhof Tempelhof in Betrieb.
Die Berliner Bauordnung aus dem Jahr 1892 sah das heutige Südgelände für eine lockere zweigeschossige Bebauung vor. 1897 wurde dies in eine dichte viergeschossige Bauweise der dort zu errichtenden Häuser geändert. 1903 errichtete die Stadt Schöneberg das Auguste-Viktoria-Krankenhaus am Rande des Südgeländes, das damals noch mitten im Grünen lag. 1907 fand am nordwestlichen Rand des Südgeländes die Deutsche Armee-, Marine- und Kolonial-Ausstellung statt.
Bauspekulanten sicherten sich die Gebiete. Während diese die Grundstücke in Erwartung der großen Bauprojekte liegen ließen, siedelten sich erste Gärtner entlang des Priesterwegs an, die auf dem Gelände provisorische Hütten und Nutzgärten errichteten. Viele Kolonien auf dem Südgelände wurden zu Beginn des 20. Jahrhunderts gegründet. Zur höchsten Zeit gab es 31 Kolonien mit rund 7000 Kleingärten. Schon im Jahr 1910 allerdings schrieb Schöneberg einen städtebaulichen Wettbewerb aus, der das gesamte Gelände vom Bahnhof Berlin-Schöneberg bis zum Bahnhof Priesterweg für Wohnungen erschließen sollte. Gewinner des Wettbewerbs war der Architekt Bruno Möhring. Der Ausbruch des Ersten Weltkriegs verhinderte die Umsetzung des Plans, nach Kriegsende wurden die Planungen nicht wieder aufgenommen.
Bereits 1918 sollten auf dem Kleingartengelände unter dem frisch promovierten Schöneberger Stadtbaurat Martin Wagner in Zusammenarbeit mit dem US-amerikanischen Chapman-Konsortium 15.000 Wohnungen gebaut werden, dieses Vorhaben wurde aber durch den Widerstand der Kleingärtner verhindert. 1920 gründete sich der Bezirksverband der Kleingärtner, um den Widerstand gegen die Bebauungspläne besser zu organisieren. Im Jahr 1920 wurde das Reichsheimstättengesetz und 1924 das Ausführungsgesetz verabschiedet. Es sollten 34,3 Hektar Dauerkleingärten geschaffen werden, was allerdings in Vergessenheit geriet. 1922 wurde im nordöstlichen Teil des Geländes die Schöneberger Gartenarbeitsschule eingerichtet.
Gleichzeitig galt das Gelände als wertvollstes offenes Bauland, das in Berlin noch zu finden war. 1927 gab es den nächsten Bebauungsplan, diesmal von Otto Bartning. Im gleichen Jahr kam es zu einem Wettbewerb um die Bebauung des Südgeländes zwischen der Chapman-Gruppe aus den USA und einem deutschen Konsortium unter Haberland und Sommerfeld, die bereits maßgeblich die Ausgestaltung des Bayerischen Viertels geprägt hatten. In Vorbereitung von Hausbauten wurde 1928 an der Berlin-Dresdener-Eisenbahn der Bahnhof Priesterweg eröffnet.

### Gescheiterter Bau eines Güterbahnhofs 1935
Nach 1935 wurde das Schöneberger Südgelände geräumt. Erst sollten dort Wohnungen für 400.000 Berliner entstehen. Im Zuge der Planungen für die sogenannte „Welthauptstadt Germania“ änderte sich dieser Plan. Ende der 1930er sollten im Westen des Geländes 210.000 Wohnungen entstehen, im Osten dagegen ein Großbahnhof. Dieser große Südbahnhof hätte an der Stelle des heutigen Bahnhofs Südkreuz an der Nord-Süd-Achse in den Planungen zur sogenannten Welthauptstadt Germania entstehen sollen.
Der einzige Gebäudekomplex, der in dieser Zeit tatsächlich entstand, war die Großsiedlung am Grazer Damm mit über 2000 Wohnungen. Es handelt sich dabei um das größte Wohnungsbauprogramm Berlins in der Zeit des Nationalsozialismus. Die Wohnungen wurden auf Veranlassung Albert Speers von der GSW zwischen 1938 und 1940 gebaut. Die fünfgeschossigen Blöcke sollten in „soldatischer Ausrichtung“ zu den Straßen stehen und optisch vor allem deren Bedeutung als zentrale Achsen betonen. Im Gegensatz zum sozialen Wohnungsbau der 1920er verzichteten die Architekten auf Balkons oder Loggien, da diese den repräsentativen Anblick der Gebäude gestört hätten. Die bis dahin im Wohnungsbau angestrebte Ausrichtung der Wohnungen nach Süden wurde nicht durchgehalten, da dies dem städtebaulichen Konzept widersprochen hätte. Große Walmdächer sollten den Bezug zur „traditionellen deutschen Bauweise“ herstellen, Hofeinfahrten und Hauseingänge aus Naturstein die Wirkung von Monumentalität und zeitüberdauerndem Bau betonen. Die Häuser sind über diverse Straßenblöcke nahezu identisch. Um den Bewohnern die Orientierung zu erleichtern, wurden über den Hauseingängen verschiedene kleine Reliefs mit Wappen oder Märchendarstellungen angebracht.
Der Beginn des Zweiten Weltkriegs verhinderte diesen Bau, der aber dann nach dem „Endsieg“ erfolgen sollte. Im Krieg wurden Flakstellungen und Unterkünfte auf diesem Gelände errichtet. Daneben und zwischen den Flakstellungen gab es aber auch wieder Kleingärten. Auch aus dieser Zeit stammen die umfangreichen Erweiterungen des Rangierbahnhofs Tempelhof.

### Häuserbau und Autobahnkreuz in der Nachkriegszeit

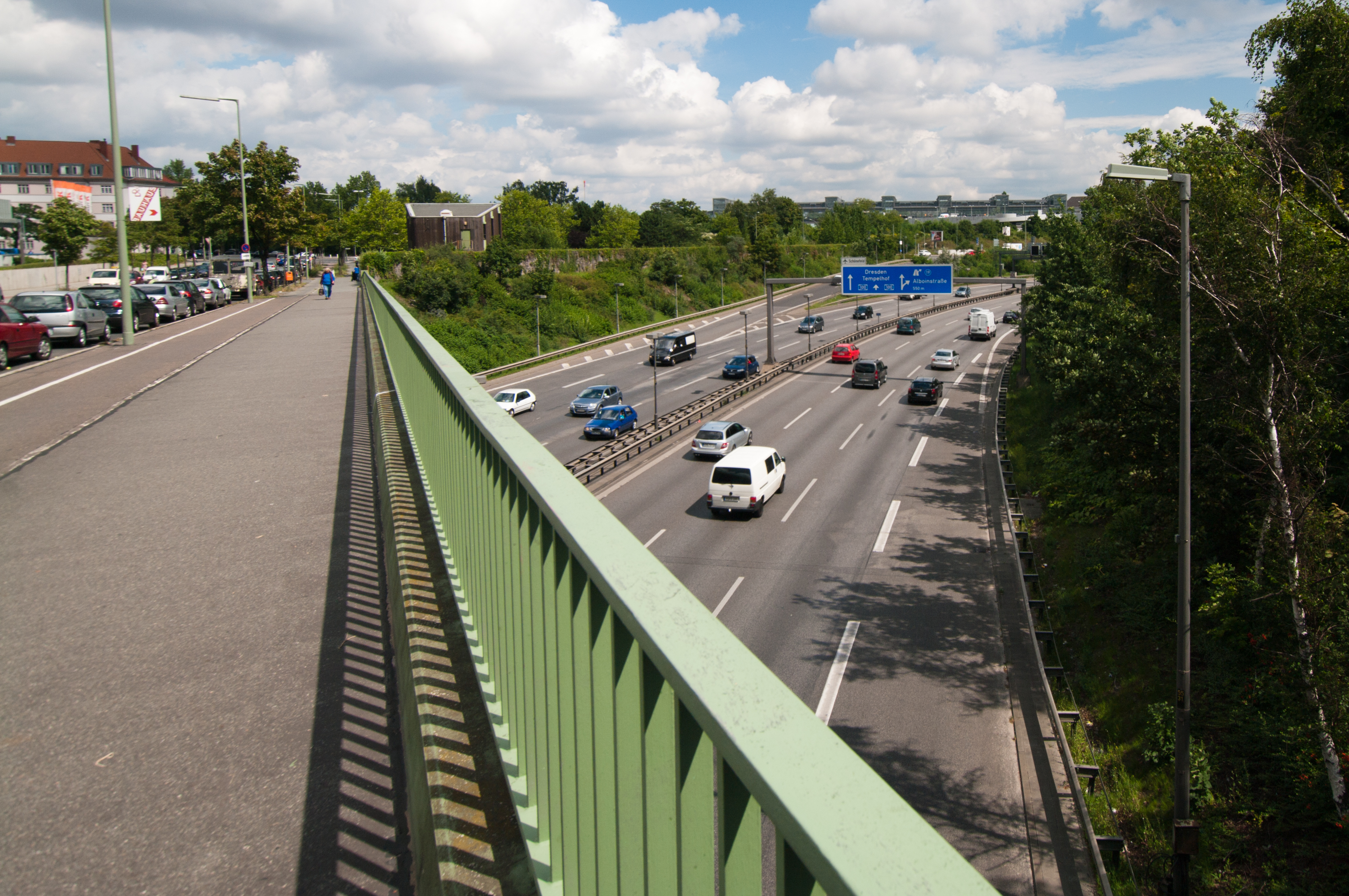
Autobahnkreuz Schöneberg, gebaut ab 1969

Nach dem Kriegsende wurde im Auftrag des amerikanischen Kommandanten die Einteilung der Parzellen vorgenommen. Der Magistrat von Schöneberg betrachtete dieses Gelände seit dieser Zeit als Grabeland. Nach der Währungsreform und Berlinblockade sollte die Wohnungsgesellschaft GSW auf dem Gelände Wohnungen errichten. Durch die Aktivierung der Bundesbahn als Rechtsnachfolgerin der Reichsbahn (sie erhob jetzt Anspruch auf das Südgelände) und Protesten der Kleingärtner und Anwohner konnte dieses verhindert werden.
Im Jahr 1952 wurde aufgrund von Maßnahmen zur Abriegelung West-Berlins von der DDR der Verkehr auf den Ferngleisen der Strecke Berlin–Halle eingestellt. Die Gleise wurden nicht mehr genutzt ebenso wie der Rangierbahnhof Tempelhof. 
Ein Teil des Südgeländes vom Vorarlberger Damm bis zum Riemenschneiderweg wurde in den 1950er Jahren für den Wohnungsbau freigegeben. Hier entstanden in der Nordmannzeile und Wendlandzeile mehrere Wohnhochhäuser. 1968 begann der Bau einer Autobahn von Steglitz bis zum Sachsendamm um die bisherige Verbindung aus Steglitz zur Stadtmitte durch Schloßstraße, Rheinstraße und Hauptstraße zu entlasten. 1969 erfolgte der Bau des Autobahnkreuzes Schöneberg auf 200.000 Quadratmetern. Hier traf sich die neu gebaute Bundesautobahn 100 mit der Westtangente. Dafür wurden 800 Kleingärten geräumt. Inmitten des Autobahnkreuzes hingegen entstanden Sportanlagen beziehungsweise blieben wie die Radrennbahn Schöneberg erhalten. Der Rangierbahnhof Tempelhof hingegen wurde nicht mehr weiter genutzt und allmählich von der Natur zurückerobert.

### Erneutes Scheitern eines Güterbahnhofs 1978 und Natur-Park

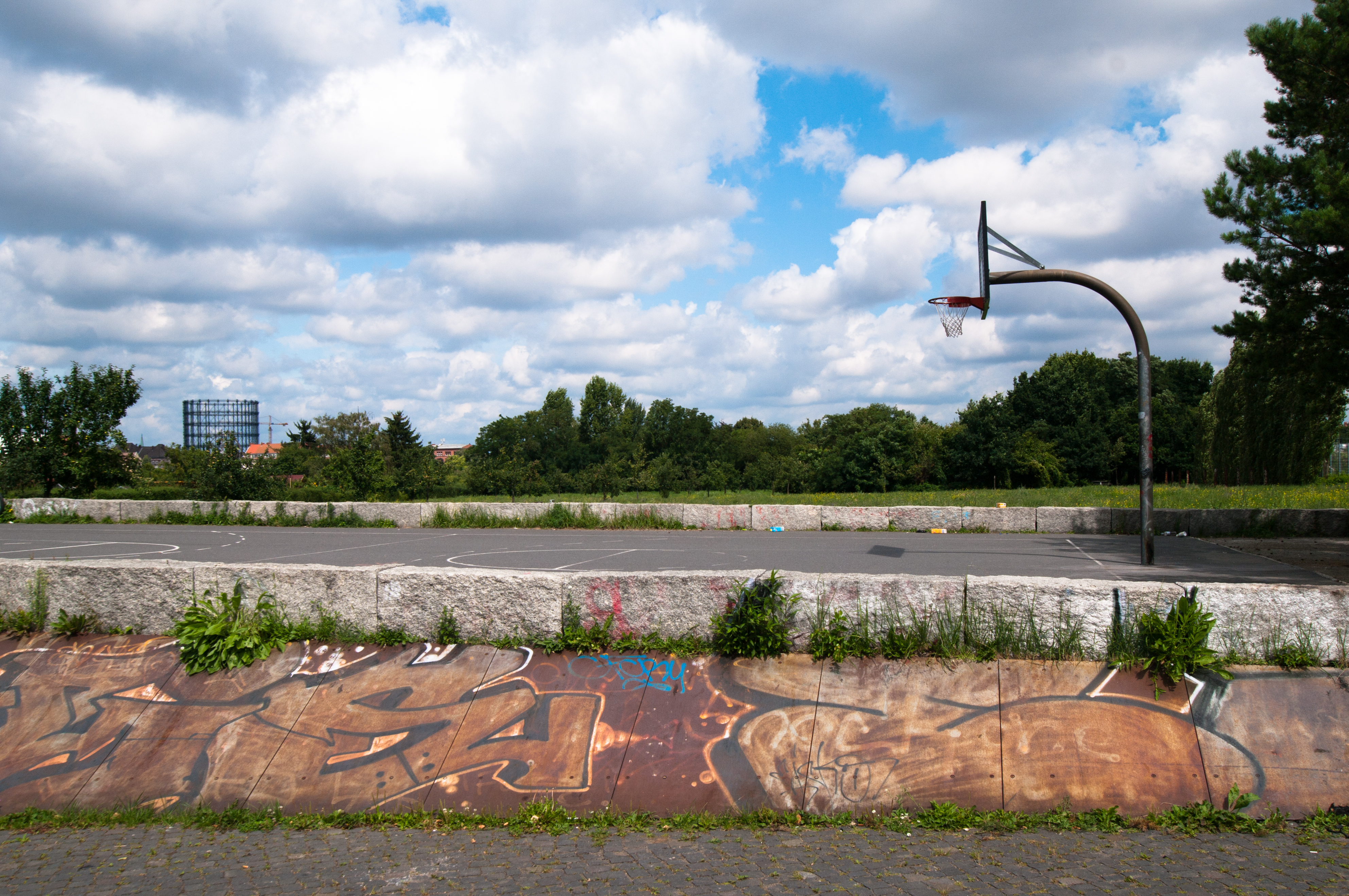
Hans-Baluschek-Park, angelegt in den 2000er Jahren

Im Jahr 1978 sollten für den Bau eines Güterbahnhofs über 700 Kleingärten geräumt werden. Der Güterbahnhof sollte alle Güterbahnhöfe im Süden Berlins ersetzen.  Durch den Protest der neu gegründeten Schutzgemeinschaft Südgelände sowie der Kleingärtner und Anwohner, wurde die Räumung auf 116 Parzellen zurückgenommen. Bei Bedarf sollten allerdings nochmals 100 Kleingärten geräumt werden. Fast 20.000 Bürger sprachen sich gegen den Bau des Güterbahnhofs durch ihre Unterschrift aus. Der damalige Bausenator Harry Ristock (SPD) versprach 1978, dass das Schöneberger Südgelände verstärkt Dauergelände werden sollte. Die Forderung der damals oppositionellen CDU lautete: „Schöneberg braucht jeden Quadratmeter Grün und Erholungsfläche. Das Südgelände muss als Dauerkleingartengebiet ausgewiesen werden.“
Seit 1980 liegt ein Gelände von über 20 Kleingärten brach, obwohl tausende von Bürgern allein in Schöneberg einen Garten suchen und Wartezeiten von 2 1⁄2 Jahren bestehen. 99 Parzellen gelten seit dieser Zeit als sogenannte „Pflegegärten“ und haben keine Verträge.
Im Jahr 1994 wurden für den Bau einer städtischen Kindertagesstätte am Riemenschneiderweg insgesamt 14 Parzellen der Kolonie Canova abgerissen. Dem Bau des Bahnhofs Südkreuz fielen weitere 79 Parzellen zum Opfer.
Nachdem in den 1980er Jahren am Widerstand von ökologischen Bürgerinitiativen Versuche gescheitert waren, die Bäume auf den ehemaligen Bahnstrecken zu roden, entstand als Begleitprojekt zur Expo 2000 in Hannover der Natur-Park Südgelände, der auf dem ehemaligen Bahngelände verläuft. Der Park entstand als Ausgleichsmaßnahme zum Bau der Tiergartentunnel in der Innenstadt. In ihm sind alte Bahnanlagen erhalten und Kunstwerke aufgestellt. Zum Teil wird die Natur dort sich selbst überlassen, andere Bereiche wurden gerodet um sie als Wiese zu erhalten.

## Kleingartenkolonien

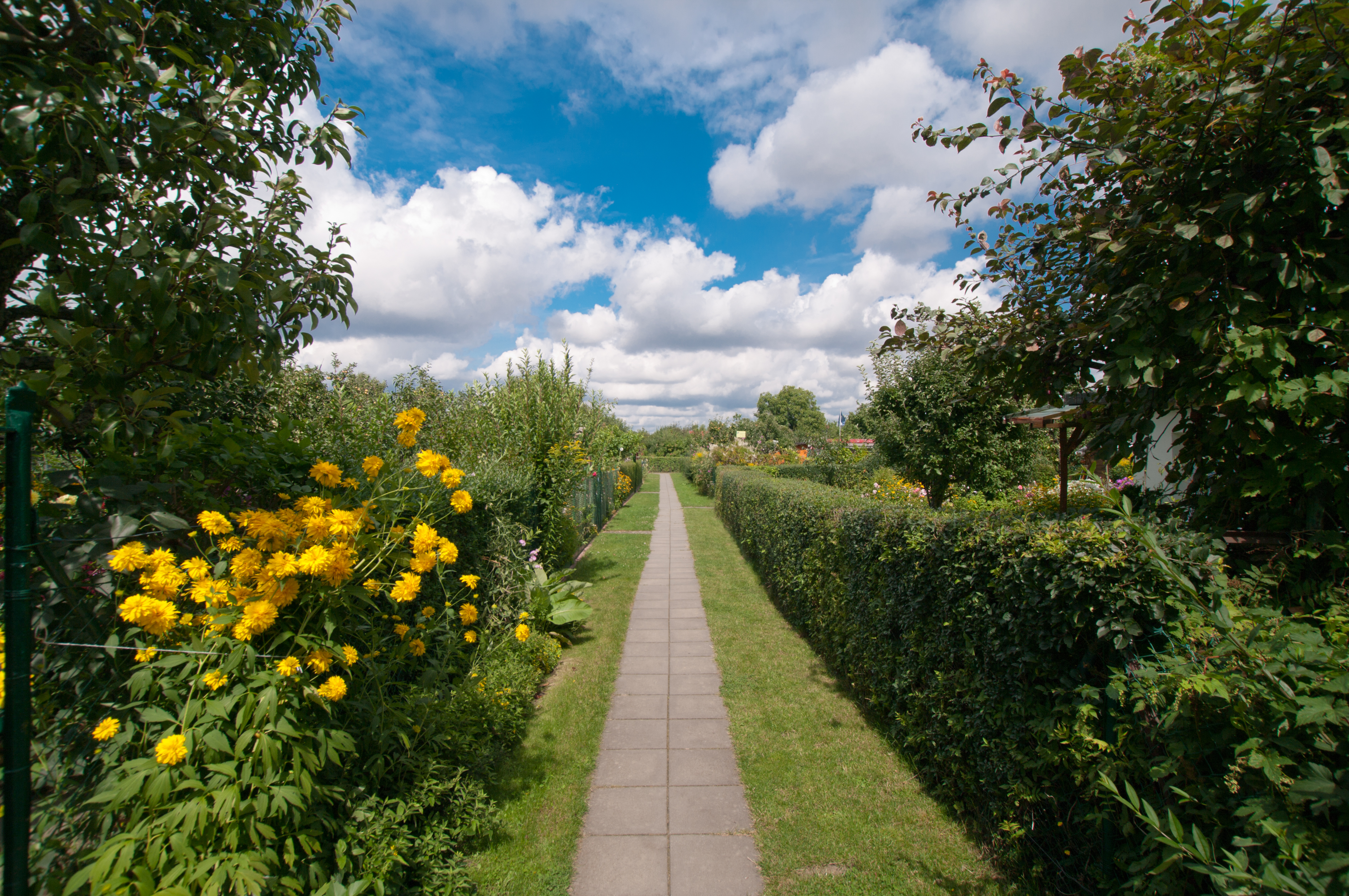
Inmitten der Kleingartenkolonien

Die Kleingartenkolonien im Schöneberger Südgelände bilden eine der größten zusammenhängenden Kleingartenflächen Berlins. Mehr als 2600 Parzellen sind in 26 Kleingartenkolonien zusammengefasst. Eigentümer des Geländes ist die Stadt Berlin.
Das Gebiet der Kolonien wird von Riemenschneiderweg, Vorarlberger Damm, Priesterweg und Prellerweg umschlossen. Die Verwaltung und Verpachtung erfolgt über den Bezirksverband der Kleingärtner Schöneberg-Friedenau. Die größte Kolonie ist die Kolonie Sonnenbad e. V. mit 219 Parzellen, die kleinste ist die Kolonie Lindenbaum mit 19 Parzellen. 
Zwischen Autobahnen und Kleingartengelände liegt die Gartenarbeitsschule Schöneberg.

### Liste der Kolonien
| Verein            | Anzahl Parzellen | m²      | Anmerkungen |
| ----------------- | ---------------- | ------- | --- |
| Alt-Schöneberg    | 0096             | 027.901 | Erste Erwähnung 1926 am Priesterweg. Nach 1945 Wiederanlage an heutiger Stelle.                                        |
| Alte Ziegenweide  | 0186             | 047.550 | |
| Bergfrieden       | 0090             | 026.615 | |
| Burenland         | 0118             | 035.500 | |
| Canova            | 0144             | 040.425 | Gegründet 1924. Lag ursprünglich dort wo heute der Grazer Damm ist. Zweigeteilt durch eine Kindertagesstätte von 1994. |
| Einigkeit         | 0102             | 022.690 | |
| Frohsinn          | 0090             | 030.800 | Gegründet vor 1926. |
| Glück im Winkel   | 0108             | 032.892 | Gegründet 1909, das genaue Datum ist nicht bekannt, die Jahreszahl wurde vom Katasteramt bestätigt.                    |
| Grüne Aue         | 0206             | 050.486 | Gegründet 1907. |
| Grünes Tal        | 0088             | 024.450 | |
| Heiterkeit        | 0034             | 010.621 | Gegründet 1913. Durch die Kolonie führt ein Ökolehrpfad.                                                               |
| Ideal             | 0030             | 010.266 | |
| Kaninchenfarm     | 0103             | 025.955 | Gegründet 1945 |
| Lindenbaum        | 0019             | 04.557  | |
| Lindenhain        | 0157             | 045.393 | |
| Luisengärten      | 0073             | 023.050 | |
| Maxstraße         | 0035             | 05.995  | |
| Neue Zeit         | 0074             | 017.530 | |
| Roseneck          | 0127             | 037.400 | |
| Samoa             | 0129             | 031.800 | |
| Sommerheim        | 0100             | 028.300 | |
| Sonnenbad         | 0219             | 053.200 | |
| Spreewald         | 0145             | 045.590 | |
| Vorarlberg        | 0048             | 011.850 | Entstanden 1905 |
| Wiedervereinigung | 0073             | 022.250 | |
| Wiesengrund       | 0090             | 026.675 | |

### Sportplätze

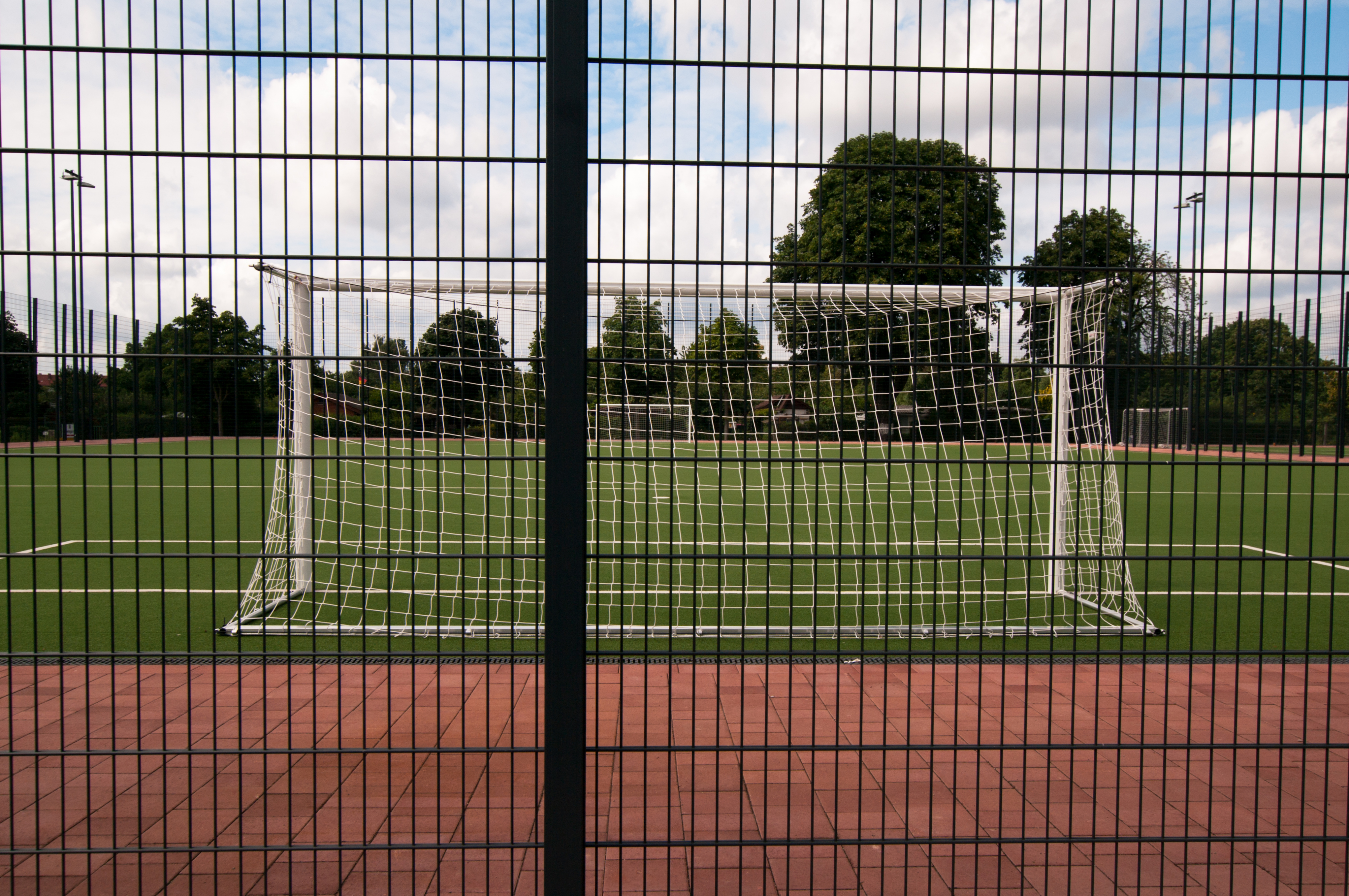
Sportplatz auf dem Südgelände

Auf dem Südgelände befinden sich mehrere Sportplätze. Direkt am Sachsendamm liegen eine Schwimmhalle und eine Sporthalle, die für internationale Wettbewerbe geeignet sind, sowie ein Fußballplatz mit Leichtathletikanlage. Inmitten der Kleingärten neben der Autobahn befinden sich größere Sportanlagen, zu denen drei Fußballplätze, drei Faustballfelder, eine Leichtathletikanlage, ein Hockeyplatz, eine Rollschuhanlage und eine Tischtennishalle gehören. Im Südgelände befindet sich unter anderem die Sportschule des Landessportbunds Berlin und die Anlagen des OSC Berlin. Am Insulaner liegt ein Sommerbad.
Nachdem die ehemalige Radrennbahn Schöneberg am Sachsendamm dem Neubau eines Möbelmarkts zum Opfer gefallen war, musste als Ausgleich ein neuer Sportplatz geschaffen werden. Dieser hat eine Größe von 1,5 Hektar und entstand zwischen 2004 und 2010. Gegen die Kleingartenkolonie ist er mit einer großen Lärmschutzwand abgeschirmt.